# Långnäbbad glansgök
Långnäbbad glansgök (Chalcites megarhynchus) är en fågel i familjen gökar inom ordningen gökfåglar.

## Utseende och läte
Långnäbbad glansgök är en slank gök med en lång näbb som är böjd vid spetsen. Hanen har mörk hjässa, rött öga och röd ögonring. Honan har grått huvud och mörk näbb. Arten liknar gråhalsad honungsfågel, men långnäbbade glansgöken är mycket mindre aktiv och har tvärbandad undergump. Från arten dvärgkoel skiljer den sig genom avsaknad av vit teckning i ansiktet och en längre och tunnare n äbb. Lätet består av en tvåstavig vissling, dee första tonen kort, den andra längre och fallande: "pu piiuuu!".

## Utbredning och systematik
Långnäbbad glansgök behandlas antingen som monotypisk eller delas in i två underarter med följande utbredning:
- Chalcites megarhynchus megarhynchus – förekommer på Aruöarna och Nya Guinea
- Chalcites megarhynchus sanfordi – förekommer på Waigeo (utanför norra Nya Guinea)

### Släktestillhörighet
Långnäbbad glansgök och dess släktingar placerades tidigare i släktet Chrysococcyx. Dessa har dock lyfts ut till ett eget släkte, Chalcites, baserat på osteologiska avvikelser, minimal könsdimorfism och andra skillnader i både adult och juvenil dräkt. Detta stöds också av genetik och biogeografi.

## Levnadssätt
Långnäbbad glansgök är en dåligt känd fågel som hittas i låglänta regnskogar. Den sitter ofta upprätt och helt stilla under långa stunder under trädkronorna.

## Status och hot
Arten har ett stort utbredningsområde, men tros minska i antal, dock inte tillräckligt kraftigt för att den ska betraktas som hotad. Internationella naturvårdsunionen IUCN listar arten som livskraftig (LC).